# Corydalis duthiei
Corydalis duthiei är en vallmoväxtart som beskrevs av Carl Maximowicz. Corydalis duthiei ingår i släktet nunneörter, och familjen vallmoväxter. Inga underarter finns listade i Catalogue of Life.